# Doctrina Truman

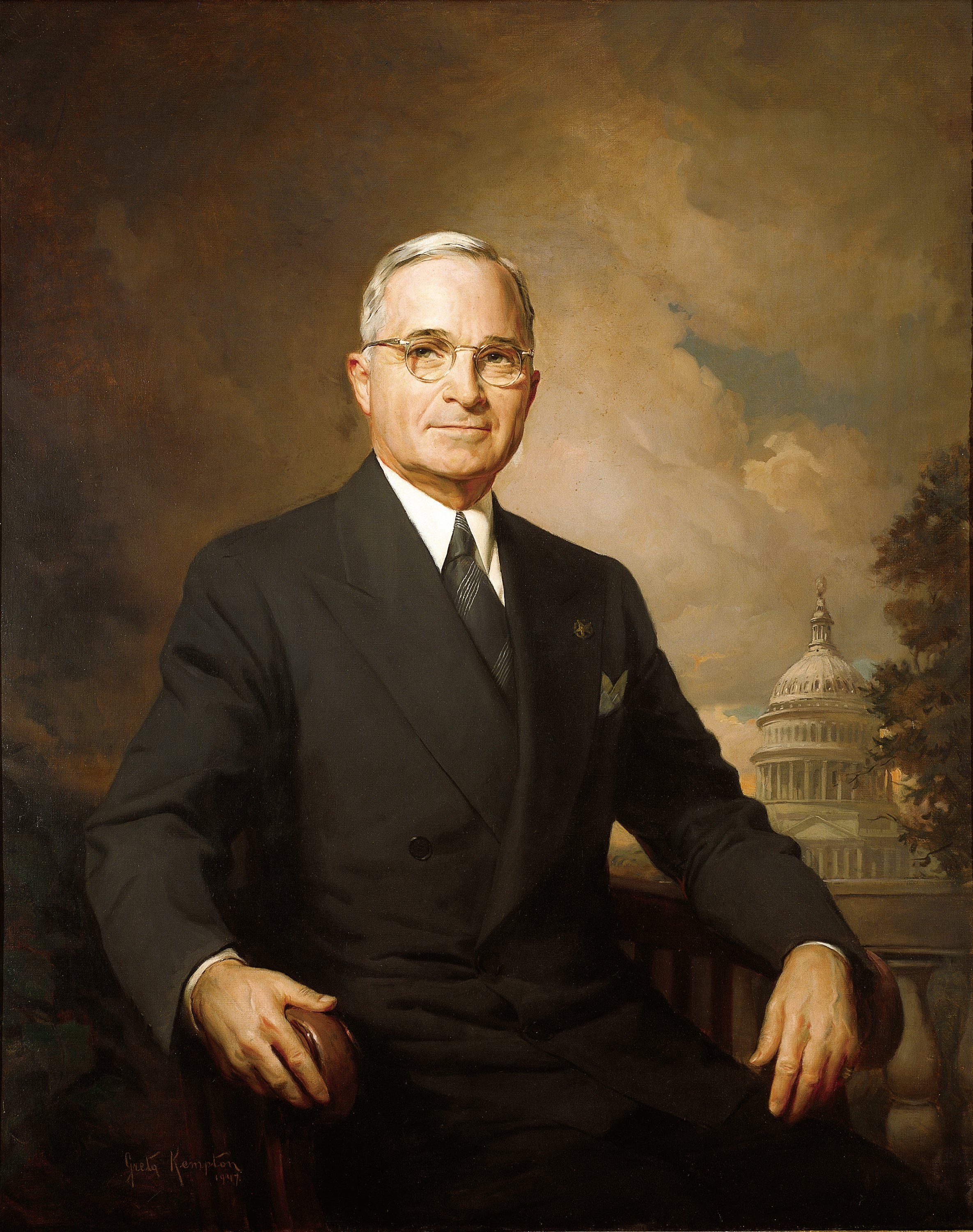
Portretul prezidențial al Președintele SUA Harry Truman

Doctrina Truman este o politică externă americană care a luat naștere cu scopul principal de a limita expansiunea geopolitică sovietică în timpul Războiului Rece. A fost anunțată Congresului de către președintele Harry S. Truman la 12 martie 1947 și dezvoltată în continuare la 4 iulie 1948, când a promis că va opri revoltele comuniste din Grecia și Turcia. De obicei, forța militară americană directă nu a fost implicată, dar Congresul a alocat ajutor financiar pentru a sprijini economiile și armatele Greciei și Turciei. În general, doctrina Truman a implicat sprijinul american pentru alte națiuni despre care se credea că sunt amenințate de comunismul sovietic. Doctrina Truman a devenit fundamentul politicii externe americane și a condus, în 1949, la formarea NATO, o alianță militară care încă există. Istoricii folosesc adesea discursul lui Truman pentru a data începutul Războiului Rece.
Truman a spus Congresului că „politica Statelor Unite trebuie să fie sprijinirea popoarelor libere care rezistă tentativelor de subjugare a minorităților armate sau a presiunilor externe.” Truman a susținut că, deoarece regimurile totalitare au constrâns popoarele libere, ele reprezintă automat o amenințare. la pacea internațională și la securitatea națională a Statelor Unite. Truman a făcut pledoaria în mijlocul Războiului Civil Grec (1946–1949). El a susținut că, dacă Grecia și Turcia nu vor primi ajutorul, ele vor cădea inevitabil în comunism cu consecințe grave în întreaga regiune. Deoarece Turcia și Grecia erau rivale istorice, s-a considerat necesar să se ajute pe ambele în mod egal, chiar dacă criza din Grecia a fost mult mai intensă.
Anul 1947  marchează creșterea tensiunii dintre cele două mari puteri, S.U.A. și U.R.S.S.. Această atmosferă tenisonată are la bază problemele legate de Grecia, Azerbaidjan și războiul din Indochina. Uniunea Sovietică controla zona balcanică, exceptând zona Iugoslaviei, în Grecia se declanșase un război, iar Turciei i se solicitau baze sovietice în strâmtori. Aceste acțiuni au reprezentat factorul catalizator inițiativelor președintelui american de a stagna expansiunea rusească spre Mediterană, considerând că este un continuator al politicii Marii Britanii. În pofida acestui aspect, fundamentele istorice de sorginte tradițională nu erau suficiente pentru a justifica această implicare efectivă. De aceea, erau necesare principii strict legate de politica externă americană.  
La 12 martie 1947 președintele Truman, într-un discurs prezidențial în fața Congresului S.U.A., a schițat un program al politicii externe americane pentru combaterea "pericolului comunist" în lume. 
Președintele american a insistat asupra gravității internaționale și necesității acordării ajutorului respectiv pentru a supraviețui ca națiune liberă. Menționează și apelul urgent pentru asistență financiară și economică pe care guvernul elen il face S.U.A., dar care este tratat cu indiferență de către Congres și poporul american. Expune condițiile tragice acestei entități statale, accentuându-se incapacitatea de a se redresa economic singură și de a asigura un trai de subzistență oamenilor. Resursele naturale sunt reduse, cei patru ani de ocupație îsi puseseră amprenta asupra Greciei. În momentul în care trupele de eliberare au tranzitat teritoriul, au constatat că în retragerea germană toate căile ferate, drumurile, comunicațiile au fost distruse, satele fuseseră arse, iar animalele aproape dispăruseră. Pentru a restabili ordinea internă, guvernul grec solicită asistența administratorilor, economiștilor și tehnicienilor americani, evidențiindu-se inexistența altui stat capabil să-i acorde ajutorul, decât S.U.A.. Inevitabil se precizează necesitatea unei supravegheri în utilizarea acelor fonduri puse la dispoziția Greciei, care au scopul de a construi o economie și democrație sănătoasă.  
În acest scop, el a cerut Congresului să aprobe un credit de 400 milioane dolari pentru ajutorarea Greciei, amenințată de comunism, și a Turciei, unde U.R.S.S. revendica partea de nord-est a Anatoliei .  
Doctrina Truman a derivat din evenimentele din Grecia, unde comuniștii încercau să răstoarne monarhia și guvernul legal ales. Trupele britanice, care ajutaseră la eliberarea Greciei de germani în 1944, restauraseră monarhia, dar aveau reale dificultăți în a o susține în lupta împotriva comuniștilor greci, ajutați de cei din Iugoslavia, Bulgaria și Albania, din ordinul Moscovei. 
Ministrul de Externe britanic, Ernest Bevin, a solicitat ajutor american, iar președintele Truman a anunțat, în martie 1947, că politica S.U.A. va fi aceea “de sprijinire a popoarelor libere care rezistă încercărilor de subjugare de către minorități înarmate sau prin presiuni externe”. Grecia a primit imediat un ajutor masiv în materie de bani, arme și instrucție, asistență ce a permis înfrângerea comuniștilor până în 1949. Turcia, care era și ea amenințată, a primit un ajutor american consistent. 
De luat în considerare este și chestiunea Turciei, al cărui viitor drept stat independent este la fel de important. Circumstanțele acestui stat fiind însă distincte de cele ale Greciei. În timpul războiului a beneficiat de ajutor material din partea Statelor Unite și Marii Britanii, însă încă este nevoie de asistență financiară pentru menținerea integrității teritoriale care era vitală în păstrarea unei ordini în Orientul Mijlociu. Astfel, este relevat scopul nobil al politicii externe amerciane, acela de a asigura dezvoltarea în armonie a tuturor națiunilor. Cu toate acestea, dispunerea acestor ajutoare are loc doar în cazul în care prin agresiuni directe sau indirecte cu caracter totalitar se subminează pacea internațională, și prin urmare securitatea Statelor Unite ale Americii. 
Ajutorul economic în valoare de 400 de milioane dolari avea o însemnătate semnificativă pentru făurirea unei lumi într-adevăr libere. Al Doilea Război Mondial a presupus un efort financiar de circa 341 de miliarde de dolari, ajutorul financiar acordat fiind insignifiant în raport cu banii cheltuiți în anii precedenți. Nu avea o semnificație doar morală, ci și una de ordin politic, deoarece vorbim și despre un sprijin militar, furnizat sub formă de material de război și de experți militari trimiși la fața locului. 
Doctrina a generat o serie de critici la nivelul intelectualității americane. Pe de-o parte, se aflau cei care considerau că unele state se află în afara ariei de moralitate , pe de altă parte, sunt cei care obiectau cu privire la dedicarea apărării unei societăți care nu este atât de indispensabilă securității americane. Obiectivele acestei politici prezintă o notă de ambiguitate chiar și astăzi. În aproape fiecare criză este nevoită să oscileze între cei care o cataloghează drept a fi amorală și cei care o critică pentru trecerea dincolo de interesul național. 
Doctrina Truman a scos în evidență faptul că Statele Unite nu aveau nici o intenție de a reveni la izolaționism, așa cum procedaseră după Primul Război Mondial. Doctrina Truman a reprezentat o cotitură în politica americană față de URSS, marcând începutul unei politici de „stăvilire”, de „îndiguire” a expansiunii sovietice. Americanii s-au angajat pe linia unei politici de blocare a răspândirii comunismului, nu numai în Europa, ci în întreaga lume, inclusiv în Coreea și Vietnam. Doctrina Truman avea să declanșeze în fapt Războiul Rece.